# ポール・ロットマン
ポール・マイケル・ロットマン（Paul Michael Lotman、1985年11月3日 - ）はアメリカ合衆国の元バレーボール選手である。元アメリカ合衆国代表。2014年FIVBワールドリーグ金メダリスト。

## 私生活
カリフォルニア州ロサンゼルス郡レイクウッド（英語版）出身。四人兄姉の末弟。Los Alamitos高校からカリフォルニア大学ロングビーチ校に進み、2008年に卒業。学位は社会学。2011年8月に結婚した。

## 球歴

### 国内選手権
- 2007/2008  プエルトリコ選手権
- 2011/2012  ポーランド選手権
- 2012/2013  ポーランド選手権
- 2013/2014  ポーランド スーパーカップ2013
- 2013/2014  ポーランド選手権

### アメリカ合衆国男子代表

#### パンアメリカンカップ
- 2008 ウィニペグ

#### NORCECA選手権
- 2009 バヤモン
- 2011 マヤグエス
- 2013 ラングリー

#### FIVBワールドリーグ
- 2014 フィレンツェ

## 所属クラブ
- カリフォルニア大学ロングビーチ校（2004-2008年）
- コロザル（英語版） （2008年）
- イラクリス・テッサロニキVC（2008-2009年）
- スタッド・ポワトヴァン・ポワチエ（英語版）（2009-2010年）
- ブル・バレー・ヴェローナ（2010-2011年）
- ジェシュフ（英語版） （2011-2015年）[4]
- ベルリン・リサイクリング・バレーズ（2015-2016年）
- ジャカルタBNIタプラス（英語版）（2017-2018年）
- カリカットヒーローズ（英語版）（2018-2019年）